# Sainte-Blandine, Isère
Sainte-Blandine är en kommun i departementet Isère i regionen Auvergne-Rhône-Alpes i sydöstra Frankrike. Kommunen ligger i kantonen La Tour-du-Pin som tillhör arrondissementet La Tour-du-Pin. År 2022 hade Sainte-Blandine 1 020 invånare.

## Befolkningsutveckling
Antalet invånare i kommunen Sainte-Blandine
Referens:INSEE